# 대한민국 환
환(圜)은 1953년 2월 15일부터 1962년 6월 9일까지 사용되던 대한민국의 통화 단위이다. 1환은 100전(錢)에 해당되나 전 단위가 들어간 화폐는 실제로 유통되지 않았다.
6.25 전쟁의 여파로 대한민국의 산업 활동이 크게 위축되고 물가가 급등하는 등 경제가 큰 혼란에 빠짐에 따라 이를 타개하기 위하여 1953년 2월 15일 화폐 단위를 원(圓)에서 환으로 변경(100원(圓) → 1환) 하는 긴급통화조치를 단행하였다. 1953년 2월 17일부터 '원'(圓) 표시 한국은행권의 유통을 중지시켰으며 그동안 통용되던 한국은행권과 함께, 저액면용으로 통용되어 오던 7종류 조선은행권(10원, 5원, 1원, 50전, 20전, 10전 및 5전)과 일본 정부의 소액보조화폐(1전 주화)의 유통도 전면 중지하고 '환' 표시 한국은행권만을 유일한 법화로 인정하였다. 이에 따라 한국 화폐의 완전한 독자성이 확보되었다.
1953년 긴급통화조치에 의해 발행된 화폐는 모두 은행권으로 1000환권, 100환권, 10환권, 5환권, 1환권이며 1962년 긴급통화조치까지 도안이나 색깔 등이 바뀐 새로운 은행권이 몇 차례 발행되었다. 한편 전쟁의 시련을 극복하고 물가가 안정되고 산업활동도 정상화됨에 따라 한국은행은 1959년 화폐체계를 정비하고 화폐 제조비 절감 및 소액거래의 편의를 도모하기 위하여 100환화, 50환화 및 10환화 등 3종의 주화를 최초로 발행하였다.
1962년에 실시된 화폐 개혁에 따라 원으로 대체되었으며 교환 비율은 10:1이었다.

## 주화
1959년에 10환, 50환, 100환 동전을 소개했다.이 당시에는 한국의 제조기술이 부족해서 미국 필라델피아민트에서 주조하였다.
| 환주화 | 환주화 | 환주화 | 환주화    | 환주화    | 환주화                     | 환주화                 | 환주화                                   | 환주화           | 환주화           | 환주화          |
| 이미지 | 이미지 | 액면   | 주화 정보 | 주화 정보 | 주화 정보                  | 도안                   | 도안                                     | 주조             | 주조             | 주조            |
| 앞면   | 뒷면   | 액면   | 지름      | 무게      | 재료                       | 앞면                   | 뒷면                                     | 주조년도         | 유통             | 유통정지        |
| ------ | ------ | ------ | --------- | --------- | -------------------------- | ---------------------- | ---------------------------------------- | ---------------- | ---------------- | --------------- |
|        |        | 10 환  | 19.1 mm   | 2.46 g    | 구리 95% 아연 5%           | 무궁화, 액면, 한국은행 | 액면 (숫자), "대한민국 (영어)", 주조년도 | 1959 (단기 4292) | 1959년 10월 20일 | 1975년 3월 22일 |
|        |        | 50 환  | 22.86 mm  | 3.69 g    | 구리 70% 아연 18% 니켈 12% | 거북선, 액면, 한국은행 | 액면 (숫자), "대한민국(영어)", 주조년도  | 1959 (단기 4292) | 1959년 10월 20일 | 1975년 3월 22일 |
|        |        | 100 환 | 26.0 mm   | 6.74 g    | 구리 75% 니켈 25%          | 이승만, 액면, 한국은행 | 액면 (숫자), "대한민국(영어)", 주조년도  | 1959 (단기 4292) | 1959년 10월 30일 | 1962년 6월 10일 |

1962년 6월 10일 화폐개혁 실시에 따라 환동전이 수거되었다. 그러나 10환과 50환 동전은 1975년 3월 22일까지 유통되었다.
| 한국제조권 (한국어) | 한국제조권 (한국어) | 한국제조권 (한국어) | 한국제조권 (한국어) | 한국제조권 (한국어) | 한국제조권 (한국어)     | 한국제조권 (한국어) | 한국제조권 (한국어) |                 |
| 이미지              | 이미지              | 액면                | 크기                | 도안                | 도안                    | 발행일 및 폐지일    | 발행일 및 폐지일    |                 |
| 앞                  | 뒤                  | 액면                | 크기                | 앞                  | 뒤                      | 발행일              | 유통정지            |                 |
| ------------------- | ------------------- | ------------------- | ------------------- | ------------------- | ----------------------- | ------------------- | ------------------- | --------------- |
|                     |                     | 1 환                | 111 × 54 mm         | 목단색              | 한국은행과 액면         | 한국은행 마크       | 1953년 2월 17일     | 1962년 6월 10일 |
|                     |                     | 5 환                | 111 × 54 mm         | 적색                | 한국은행과 액면         | 한국은행 마크       | 1953년 2월 17일     | 1962년 6월 10일 |
|                     |                     | 10 환               | 156 × 66 mm         | 청색                | 한국은행과 액면, 거북선 | 한국은행 마크       | 1953년 2월 17일     | 1962년 6월 10일 |
|                     |                     | 100 환              | 156 × 66 mm         | 초록색              | 한국은행과 액면, 거북선 | 한국은행 마크       | 1953년 2월 17일     | 1962년 6월 10일 |
|                     |                     | 1000 환             | 156 × 66 mm         | 갈색                | 한국은행과 액면, 거북선 | 한국은행 마크       | 1953년 2월 17일     | 1962년 6월 10일 |

### 한국제조권
한국에서 미국제조권 이후, 우리나라 기술로 직접 만든 권종이다. 특히 모자상 100환은 발행량도 적은데다 발행 후 20여 일 만에 유통이 정지되어 그 희소성으로 인해 화폐 수집상에서 고가에 거래되고 있다.
| 한국제조권 (한국어) | 한국제조권 (한국어) | 한국제조권 (한국어) | 한국제조권 (한국어)           | 한국제조권 (한국어) | 한국제조권 (한국어)       | 한국제조권 (한국어)                | 한국제조권 (한국어) |
| 이미지              | 이미지              | 액면                | 크기(mm)                      | 도안                | 도안                      | 발행일 및 폐지일                   | 발행일 및 폐지일    |
| 앞                  | 뒤                  | 액면                | 크기(mm)                      | 앞                  | 뒤                        | 발행일                             | 유통정지            |
| ------------------- | ------------------- | ------------------- | ----------------------------- | ------------------- | ------------------------- | ---------------------------------- | ------------------- |
|                     |                     | 10 환               | 156 × 66(달러 크기하고 비슷)  | 숭례문              | 금강산 해금강 통천 총석정 | 1953년 3월 17일                    | 1962년 6월 10일     |
|                     |                     | 10 환               | 156 × 66(달러 크기하고 비슷)  | 숭례문              | 금강산 해금강 통천 총석정 | 1953년 12월 15일                   | 1962년 6월 10일     |
|                     |                     | 50 환               | 149 × 66                      | 독립문              | 이순신장군 동상, 거북선   | 1958년 8월 15일                    | 1962년 6월 10일     |
|                     |                     | 100 환              | 156 × 66 (달러 크기하고 비슷) | 이승만              | 독립문                    | 1953년 12월 18일                   | 1962년 6월 10일     |
|                     |                     | 100 환              | 156 × 66 (달러 크기하고 비슷) | 이승만              | 독립문                    | 1954년 2월 1일                     | 1962년 6월 10일     |
|                     |                     | 100 환              | 156 × 66 (달러 크기하고 비슷) | 이승만              | 액면                      | 1957년 3월 26일                    | 1962년 6월 10일     |
|                     |                     | 100 환              | 156 × 66 (달러 크기하고 비슷) | 모자상              | 독립문                    | 1962년 5월 16일 (국내 최단명 화폐) | 1962년 6월 10일     |
|                     |                     | 500 환              | 156 × 73                      | 이승만              | 액면                      | 1956년 3월 26일                    | 1962년 6월 10일     |
|                     |                     | 500 환              | 156 × 73                      | 이승만              | 액면                      | 1958년 8월 15일                    | 1962년 6월 10일     |
|                     |                     | 500 환              | 156 × 73                      | 세종대왕            | 한국은행 건물             | 1961년 4월 19일                    | 1962년 6월 10일     |
|                     |                     | 1000 환             | 166 × 73                      | 이승만              | 한국은행 마크             | 1957년 3월 26일                    | 1962년 6월 10일     |
|                     |                     | 1000 환             | 165 × 73                      | 세종대왕            | 성화                      | 1960년 8월 15일                    | 1962년 6월 10일     |

## 같이 보기
- 대한민국 원
- 한국 화폐 단위 어원